# Günzburg

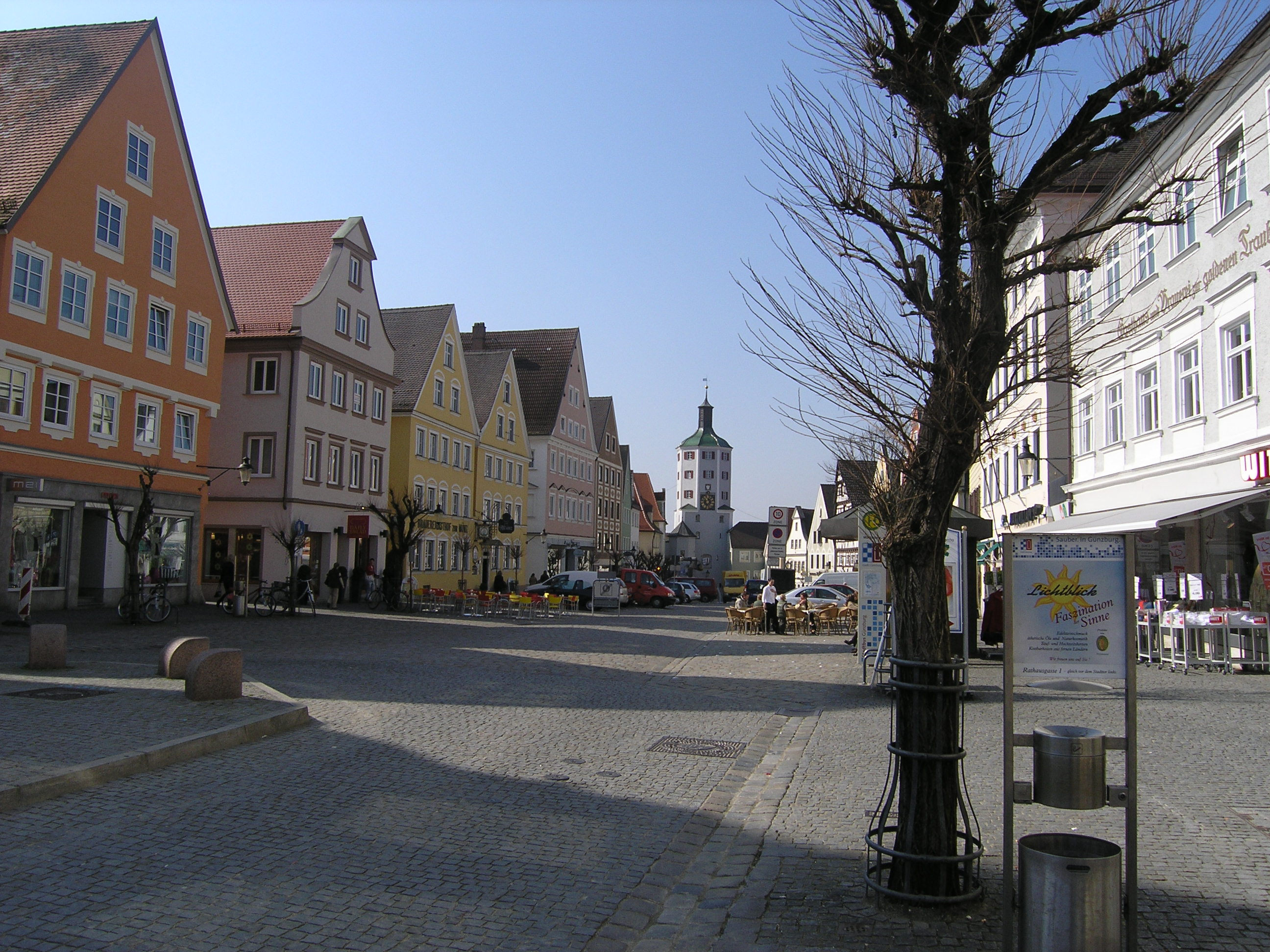
Günzburg (centrul)

Günzburg este un oraș din districtul Günzburg, regiunea administrativă Șvabia, landul Bavaria, Germania. 

## Istoric
Din Evul Mediu și până în epoca napoleoniană a fost posesiune a Casei de Habsburg. Orașul a avut un statut privilegiat în timpul împărătesei Maria Terezia, care i-a acordat dreptul de monetărie principală imperială, aici fiind cel mai important loc de emisiune a Talerului Terezian.

## Personalitati
Josef Mengele (1911-1979)